# 奥明栄
奥 明栄（おく あきよし、1956年 - ）は、日本の自動車技術者、レーシングカーデザイナー、実業家。京都市出身。同志社大学理工学部中退。
2025年現在は東レ・カーボンマジック代表取締役社長を務める。

## 略歴
大学で自動車部に在籍していたことから、大学3回生のときにその流れで童夢でアルバイトを始める。結局大学は中退し、そのまま童夢に就職。以後童夢でレーシングカーの設計に従事し、童夢が開発を受託していたトヨタのグループCカーなどを担当。1990年代に童夢が独自開発していた一連のフォーミュラカーでは設計主任（チーフデザイナー）を務めた。
2001年に、童夢が外部のレーシングカー製造会社（有限会社ウィスカー）を買収し「童夢カーボンマジック」として子会社化すると、同社の社長に就任。以後は、童夢がル・マン24時間レース参戦を目的に開発した一連のプロトタイプレーシングカー（童夢・S101等）のデザイナーを務めつつ、製造部門を取り仕切り、タイの子会社（童夢コンポジット・タイランド）設立などにも関わった。
2013年、童夢が製造部門の子会社（童夢カーボンマジック、童夢コンポジット・タイランド）を東レに売却した際には、奥も一緒に東レグループに移籍。以後「東レ・カーボンマジック」となった同社で副社長兼最高技術責任者（CTO）となり、後に社長に復帰した。

## 主な開発実績

### フォーミュラカー
- 童夢・F101
- 童夢・F102
- 童夢・F103
- 童夢・F104
- 童夢・F105
- 童夢・ML

### スポーツプロトタイプカー
- 童夢・S101
- 童夢・S102

### GTカー
- ホンダ・NSX[3]